# Two Things Needed For The Same Purpose And 5 Objets
《Two Things Needed For The Same Purpose And 5 Objets》는 2008년에 발매한 브라운 아이즈의 3번째 정식 앨범이다. 2집 《Reason 4 Breathing?》 이후로 5년 만에 내놓았다. 2번 트랙의 〈가지마 가지마〉가 타이틀 곡, 8번 트랙의 〈Piano nocturn〉은 가지마 가지마의 피아노 변주곡이다.
그룹의 구성원인 윤건과 나얼은 대한민국의 소년소녀가장과 에티오피아의 난민을 돕기 위해 앨범을 통해 얻은 수익금을 모두 월드비전에 기부하였다. 그리고 이 앨범을 위해 재결합했던 윤건과 나얼은 나얼의 병역 의무로 인해 어떠한 활동도 하지 않았지만, 이번에는 2집 때와는 달리 이후 활동에 대해 '나얼의 병역 의무가 끝나면 각자 활동하면서 때로는 브라운 아이즈의 이름으로도 활동하겠다'라고 윤건이 밝힘으로써 해체가 아님을 분명히 했다.

## 수록곡
| #             | 제목                              | 작사          | 작곡          | 재생 시간 |
| ------------- | --------------------------------- | ------------- | ------------- | --------- |
| 1.            | 〈Your eyes〉                     | 개리          | 윤건          | 0:54      |
| 2.            | 〈가지마 가지마〉                 | 개리          | 윤건          | 4:45      |
| 3.            | 〈Like a Flame〉                  | Andy Roselund | 윤건          | 4:04      |
| 4.            | 〈이 순간 이대로〉                | 개리          | 윤건          | 3:09      |
| 5.            | 〈너 때문에〉                     | 개리          | 윤건          | 4:12      |
| 6.            | 〈Let's Get Down〉                | 개리          | 윤건          | 3:12      |
| 7.            | 〈Summer Passion〉                | Andy Roselund | 윤건          | 3:52      |
| 8.            | 〈가지마 가지마〉 (Piano Nocturn) |               | 윤건          | 3:13      |
| 9.            | 〈Don't You Worry〉               | 조현경        | 윤건          | 3:32      |
| 10.           | 〈사랑을 말해요〉                 | 나얼          | 나얼          | 5:59      |
| 11.           | 〈Let It Go〉                     | 윤건          | 윤건          | 3:27      |
| 12.           | 〈한걸음〉                        | 나얼, 조현경  | 윤건          | 3:34      |
| 13.           | 〈루아흐〉                        | 나얼          | 나얼          | 6:05      |
| 14.           | 〈가지마 가지마〉 (Inst.)         |               | 윤건          | 4:45      |
| 총 재생 시간: | 총 재생 시간:                     | 총 재생 시간: | 총 재생 시간: | 54:43     |

### 가지마 가지마
3집 앨범의 타이틀곡으로 윤건이 작곡하고 리쌍의 개리가 작사하였다. 2008년 3월에 나얼과 윤건의 재결합설이 나돌고, 예고영상을 통해 일부 영상을 공개되었다. 3박자 업템포 발라드로서 남자가 연인과 헤어진 후, 소중함을 깨닫고 다시 돌아와 주기를 바라는 감정을 표현한 노래이다. 뮤직비디오는 박명천 감독이 지휘를, 송원영 감독이 연출을 맡았으며, 유승호과 일본의 배우 이시자카 유리(石坂友里)가 연기하였다. 촬영 당시 윤건은 출연할 예정은 없었으나, 스튜디오에 찾아갔다가 박명천 감독에 의해 즉석 제안으로 당나귀 인형옷을 입고 이시자카 유리의 상대역으로 등장하였다.

### 너 때문에
〈가지마 가지마〉와 마찬가지로 작곡에 윤건, 작사에 개리가 맡았다. 앨범이 발매되자마자 모바일에서 좋은 성적을 거두었으며 그에 따라 뮤직 비디오가 제작되었다. 이세나가 세 커플 중 두 번째 커플의 상대역에 발탁되었다. 그는 브라운 아이즈의 스팟 영상에 출연하기도 했다. 2008년 7월 25일 뮤직뱅크의 인기가요차트 집계에서 〈가지마 가지마〉의 뒤를 이어 2위를 차지하였다.

## 참조
1. ↑  이민지 (2009년 3월 2일). “브라운아이즈 '3집 수익금 전액 기부'”. 서울경제. 2009년 3월 5일에 원본 문서에서 보존된 문서. 2009년 3월 6일에 확인함.
2. ↑  이혜린 (2008년 6월 4일). “브라운 아이즈 윤건 "따로 또 같이 활동하겠다"”. 아시아경제. 2009년 3월 6일에 확인함.
3. ↑  디지털뉴스부 (2008년 6월 9일). “브라운아이즈 ‘가지마 가지마’ 예고영상 궁금증 유발”. 아이비타임즈. 2008년 10월 10일에 원본 문서에서 보존된 문서. 2010년 8월 9일에 확인함.
4. ↑  디지털뉴스팀 (2008년 6월 25일). “'가지마가지마 뮤직비디오' 윤건 명포수 '말'로 깜짝 등장”. 한경닷컴. 2010년 8월 9일에 확인함.
5. ↑  박세연 (2008년 7월 31일). “‘갈색눈동자’ 이세나 브라운아이즈와 재회 ‘너때문에’ 뮤비 주인공 낙점~”. 뉴스엔. 2010년 8월 23일에 확인함.